# Epifania di Dioniso
Epifania di Dioniso è un affresco rinvenuto nella casa dei Capitelli Colorati a Pompei e custodito all'interno del Museo archeologico nazionale di Napoli.

## Storia
Realizzato tra il 45 e il 79, l'affresco decorava la parte mediana della parete ovest di un oecus della casa dei Capitelli Colorati; particolarmente deteriorato, è possibile tuttavia decifrare chiaramente la scena grazie a un'acquaforte di Nicola La Volpe, dipinta poco prima che venisse staccato dalla sua collocazione originale per ricavarne un quadro.

## Descrizione
L'affresco raffigura l'episodio della scoperta di Arianna da parte di Dioniso: lo stesso tema, anche se con i personaggi posizionati diversamente, è stato rinvenuto nella casa del Citarista. In primo piano è ritratta Arianna, in posizione distesa, con un braccio dietro la testa e vestita con un mantello che le ricopre solo le gambe, oltre a vari monili in oro; è addormentata sulle gambe di Ipno, raffigurato alato, vestito con un mantello e calzari intrecciati e tra le mani reca uno phiale e un ramoscello. Un amorino tiene Arianna per il lembo di un mantello e guarda Dioniso, richiamando la sua attenzione; il dio è disegnato al centro della scena, in piedi, con in testa una corona di edera, anch'esso vestito con un mantello e calzari e con una mano regge un tirso, mentre con l'altra afferra la mano di una Menade, la quale fa parte di un corteo di Menadi e satiri posto come sfondo della scena. Sulla sinistra è Sileno, calvo, cinto ai fianchi da un mantello, che viene aiutato da un satiro con capo coronato da aghi di pino a salire su una roccia; nel corteo inoltre si intravede una Menade che scaccia infastidita un satiro.